# Estación Tandil
Tandil es una estación ferroviaria del Ferrocarril General Roca, está ubicada en la ciudad de Tandil, provincia de Buenos Aires, Argentina.

## Servicios
Desde el 30 de junio de 2016 no se prestan servicios de pasajeros, los que eran brindados por la empresa provincial Ferrobaires, por lo que su uso es principalmente de cargas -como parte de la red de Ferrosur Roca.
Tandil formaba parte de la red de trenes interurbanos del Ferrocarril Roca. Hasta 1989 había un tren diario hacia y desde Plaza Constitución, además de los servicios que unían esa cabecera del Roca con Quequén (tren Brisas del Mar) y Tres Arroyos.
Con la privatización de los ferrocarriles en los 90, se mantuvo el servicio entre Plaza Constitución y Tandil, en los primeros años hasta Quequén, y luego hasta Tandil (durante muchos años vía Maipú y Ayacucho y, posteriormente, por vía Rauch).
Suspendido desde 2016 hay proyectos para un restablecimiento del servicio, que se hará por vía Maipú. Para ello comenzaron las obras en el ramal,  con la idea de rehabilitar el servicio en 2023.

## Ubicación
Ubicada a 331 km de la estación Constitución, su entrada principal se encuentra en la esquinas de las Av. Colón y Machado de la ciudad de Tandil conservando el edificio la arquitectura original de finales del siglo XIX.

## Historia
Las gestiones para instalar la estación de ferrocarril en la localidad las presidió el médico y Juez de paz Eduardo Fidanza, quien para lograr su objetivo fundó el periódico "El Ferro Carril" para promover la llegada del medio de transporte a la zona.
Llegaba solamente hasta Ayacucho restando solamente 66 km para alcanzar Tandil.
La llegada al pueblo del tren disparó el desarrollo económico de la zona permitiendo el desarrollo de muchas actividades especialmente la explotación de las canteras, más adelante se tendieron vías desde la estación hasta las principales canteras.
Fue declarada Lugar Histórico Nacional junto con la plaza y el cañón.

### Evolución del servicio ferroviario
A mediados de 1980, el servicio era prestado por la desaparecida empresa Ferrocarriles Argentinos, corriendo una formación diaria a Plaza Constitución y un tren denominado Mar y Sierras rumbo a Quequén.
En marzo de 1993 la empresa se disuelve y se hace cargo de la operación del ramal la provincia de Buenos Aires a través del ente denominado UEPFP (Ferrobaires) que prestó el servicio a Quequén los días lunes, miércoles y viernes regresando los días martes, jueves y domingos. El trayecto a Capital Federal se hacía por medio del ramal a Las Flores a una velocidad de 120 km/h, esta velocidad era posible gracias a que las vías habían sido renovadas 3 años antes para ser entregada a la empresa Ferrosur Roca que debido a la pesada carga de cemento las destrozó.
Un gran problema para la empresa fue el elevado costo del peaje que le debía pagar a Ferrosur Roca que ascendía a 5 US$ el km mientras que en otros países el promedio era de 0,50 US$, a consecuencia de esto el servicio a Quequén dejó de correr el 2 de marzo de 1998 y la empresa trató de limitar el uso de las vías de terceros usando un ramal propio hasta Maipú y luego vía Ayacucho.
Esto último trajo como consecuencia inmediata el alargamiento del tiempo del viaje por el mal estado del ramal a Ayacucho y posteriormente el despoblado de poblaciones como Martín Colmán, Miranda, Egaña y De La Canal.
Se intentó mejorar el servicio con un tren usado importado de España que cuenta con generadores, y calefacción pero el mal estado de las vías no le permite correr a la velocidad adecuada entonces le impide recargar las baterías y se agotaban, como consecuencia dejaron de funcionar los calefactores eléctricos y al ser comprados en Europa de segunda o tercera mano, no tenían repuestos.
A principios de 2007 y debido a una serie de cancelaciones de servicios en el ramal a Mar del Plata, se suspendió el servicio proveniente de Plaza Constitución, clausurándose de paso la vía Maipú. Desde entonces la estación quedó aislada del resto de la red hasta el 29 de junio de 2012, cuando el ramal se reinauguró, pero esta vez corriendo por la vía Las Flores. El servicio funcionó sin inconvenientes hasta el 30 de junio de 2016, cuando un accidente ferroviario en el Ramal Retiro-Mendoza del Ferrocarril General San Martín obligó al gobierno bonaerense a suspenderle todos los servicios a Ferrobaires, dejando tanto a esta ciudad como a muchas otras más sin comunicación por tren hasta el día de hoy.